# A Night Like This
För singeln med samma titel av Caro Emerald, se A Night like This.
A Night Like This är Rebecka Törnqvists debutalbum, utgivet 1993 av EMI . Det placerade sig som högst på fjärde plats på den svenska albumlistan. På albumet medverkar även bland annat Claes Janson, Rune Gustafsson, Esbjörn Svensson, Anders Widmark, Egil Johansen, Peter Asplund, Titiyo Jah och Per "Texas" Johansson.

## Låtlista
Alla låtar är skrivna av Rebecka Törnqvist & Pål Svenre om inget annat anges.
1. "Mary, Mary" – 4:49
  - Jan Robertson — trummor
  - René Martinez — percussion
2. "Madrid" (Rebecka Törnqvist) – 4:11
  - Jan Robertson — trummor
  - Hans Ek Chamber Band
3. "Easy Come, Easy Go" – 4:29
  - Jan Robertson — trummor
  - The Horns
4. "Everywhere" – 4:09
  - Jan Robertson — trummor
  - Hans Ek Chamber Band
5. "Nothing Ever" – 4:50
  - Jan Robertson — trummor
  - Titiyo Jah, Gertrud Stenung — kör
6. "Here's That Rainy Day" (Musik: Jimmy Van Heusen – text: Johnny Burke) – 5:50
  - Jan Robertson — trummor
  - Max Schultz — gitarr
7. "Molly Says" – 3:43
  - Jan Robertson — trummor
  - Absolute Strings
8. "Wander Where You Wander" – 4:42
  - Jan Robertson — trummor
  - Titiyo Jah, André de Lange, Gertrud Stenung, Jean-Paul Wall — kör
9. "Angel Eyes" (Musik: Matt Dennis – text: Earl Brent) – 5:55
  - Jan Robertson — trummor
  - Absolute Strings
10. "Do You Mind" – 4:26
  - Claes Janson — sång
  - Peter Asplund — trumpet
11. "One Hour Drive" – 2:31
  - Egil Johansen — trummor
  - The Horns + Leif Lindvall — trumpet
12. "I'll Wait" (Alec Wilder) – 6:28
  - Jan Robertson — trummor
  - Absolute Strings

Total tid: 53:23
Alla låtar är arrangerade av Rebecka Törnqvist & Pål Svenre förutom: 3, 11 (blåsarrangemang) & 9, 12 (stråkarrangemang) av Joakim Milder.

## Medverkande
- Rebecka Törnqvist — sång
- Claes Janson — sång
- Jan Robertson — trummor
- Hans Backenroth — kontrabas
- Pål Svenre — Fender Rhodes, synthesizer, Wurlitzer, piano
- Max Schultz — gitarr, kör (3)
- René Martinez — percussion, congas
- Esbjörn Svensson — piano
- Anders Widmark — piano
- Niklas Medin — hammondorgel
- Rune Gustafsson — gitarr
- Johan Alenius — flöjt
- Markus Wikström — elbas
- André Ferrari — percussion
- Tommy Knutsson — valthorn
- Håkan Nyqvist — valthorn
- Egil Johansen — trummor
- Jan Adefelt — kontrabas
- Bosse Broberg — trumpetsolo
- Leif Lindvall — trumpet
- Björn Karlsson — munspel
- Titiyo Jah — kör
- André de Lange — kör
- Jean-Paul Wall — kör
- Gertrud Stenung — kör
- The Horns:
  - Peter Asplund — trumpet
  - Hans Dyvik — trumpet, flygelhorn (4)
  - Johan Hörlén — saxofon
  - Per "Texas" Johansson — saxofon
  - Bertil Strandberg — trombon
  - Anders Wiborg — trombon
- Absolute Strings:
  - Jonas Lindgård — violin
  - Fredrik Burstedt — violin
  - Per Hammarström — violin
  - Charlotte Häggström — violin
  - Ola Lindgord — violin
  - Ronnie Sjökvist — violin
  - Sten-Johan Sunding — violin
  - Tony Bauer — viola
  - Jakob Ruthberg — viola
  - Robert Westlund — viola
  - Patrik Harryson — cello
  - Susanna Mälkki — cello
  - Staffan Sjöholm — kontrabas
- Hans Ek Chamber Band:
  - Mats Gustavsson — flöjt
  - Lotta Pettersson — klarinett, basklarinett
  - Katarina Agnas — fagott
  - Pär Bendz — fagott
  - Joakim Agnas — trumpet, flygelhorn
  - Jonas Lindeborg — trumpet, flygelhorn
  - Håkan Björkman — trombon
  - Jonas Larsson — trombon

## Listplaceringar
| Lista (1993-1994) | Topplacering |
| ----------------- | ------------ |
| Sverige           | 4            |

### Fotnoter
1. ↑  Information i Svensk mediedatabas.
2. ↑  Listplacering